# Colydium nigripenne
Colydium nigripenne là một loài bọ cánh cứng trong họ Zopheridae. Loài này được Leconte miêu tả khoa học năm 1863.